# フュレー
フュレー（組、古代ギリシア語: φυλή、英語: Phyle）は、古代ギリシアの諸都市国家（ポリス）における行政的・軍事的構成区分を表す言葉。

## 概説
フュレーは、古代ギリシアのポリス形成期に諸団体の都市集住（シュノイキスモス）に随伴して作られた区分で、都市国家として集結した戦士身分の当番期間の交替と負担の分配の目的のために作られた二次的産物である。ドーリア人は3つのフュレーを組織したほか、ロードスでは征服者の軍隊が出陣に際してフュレーごとに編成され、征服地がフュレーごとに分配され、その詳細な割り当てはフュレーに委ねられた。フュレーの出現は「ひとつの民族的集団が慢性的戦争状態にあるポリスとして成立したことを意味している」。フュレーはフラトリア（兄弟団）よりも新しい団体区分で、しばしば複数のフラトリアを結合したものとして現れた。